# Вахруши (Ленинское сельское поселение)
Вахруши — деревня в Слободском районе Кировской области в составе Ленинского сельского поселения.

## География
Находится на расстоянии примерно менее 1 км на юг от посёлка Вахруши.

## История
Известна с 1678 года как деревня Троеперовская с 6 дворами, в 1764 году уже Трофимовская С 71 жителем. В 1873 году в деревне Трофимовской (Вахруши) было учтено дворов 34 и жителей 215, в 1905 — 44 и 275, в 1926 — 89 и 347, в 1950 — 52 и 205. В 1989 году отмечено 223 жителя.

## Население
Постоянное население составляло 198 человека (русские 96 %) в 2002 году, 194 — в 2010.